# Komitat Fogaras
Das Komitat Fogaras (deutsch auch Gespanschaft Fogaras, seltener auch Komitat Fogarasch; ungarisch Fogaras vármegye; lateinisch comitatus Fogarasensis; rumänisch Comitatul Făgăraș) war eine Verwaltungseinheit im Südosten des Königreichs Ungarn. Verwaltungssitz war Fogaras.

## Lage

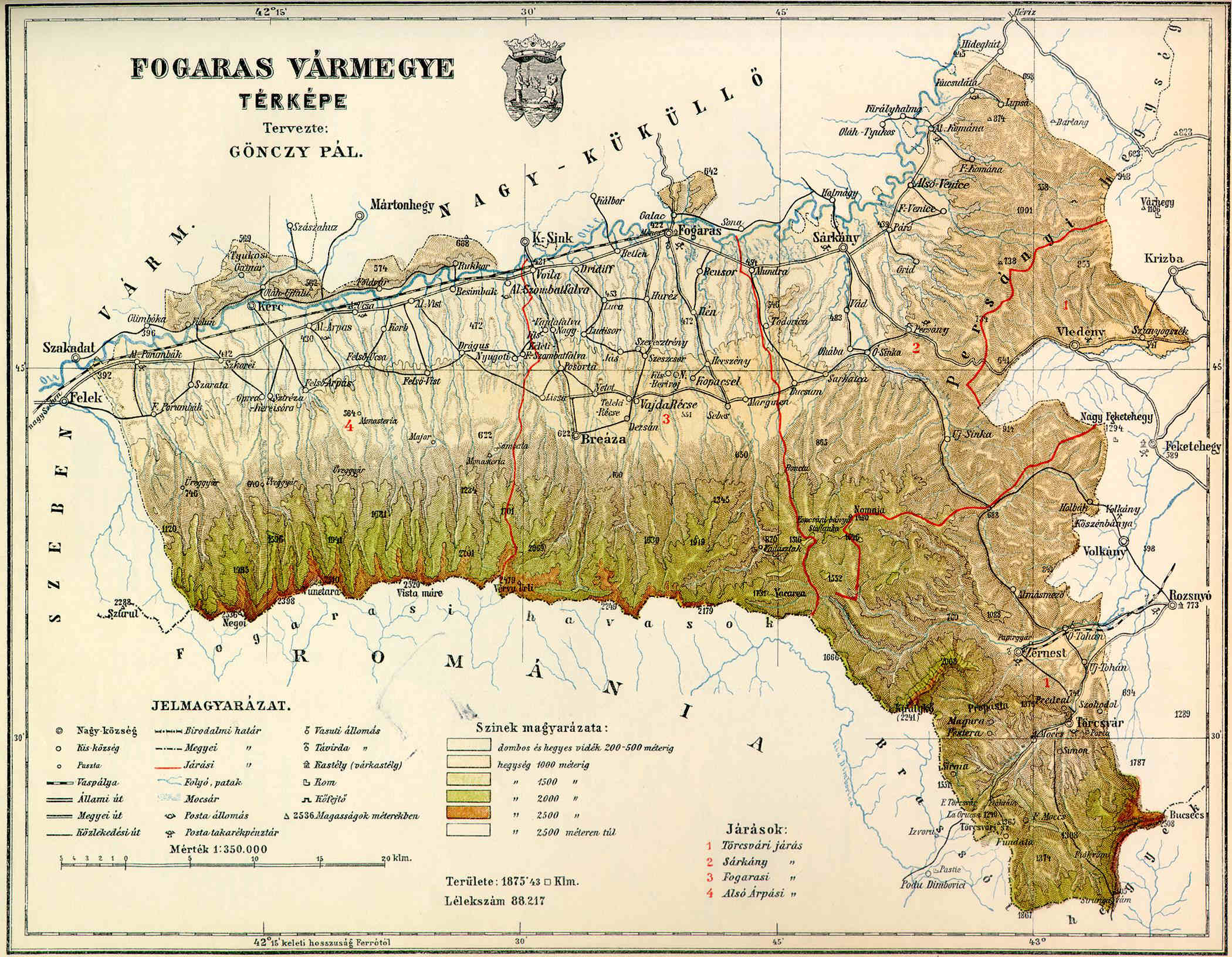
Das Komitat Fogaras im Jahre 1891

Das Komitat grenzte an Rumänien sowie an die Komitate Hermannstadt (Szeben), Großkokelburg (Nagy-Küküllő) und Kronstadt (Brassó). Es war 2.444 km² (1910) groß, geprägt vom Fogarascher Gebirge, sehr bewaldet und wurde im Norden von dem Fluss Olt durchströmt. 1901 hatte es 92.801 meist rumänische Einwohner (Griechisch-Unierte und Nichtunierte), (1881: 84.571 Einwohner). Nur die Gemeinde Schirkanyen war damals noch mehrheitlich von Siebenbürger Sachsen bewohnt.
Sitz des Komitats war Fogaras, über die eine 270 m lange gedeckte Brücke führte. Es gab ein 1613 von Gábor Bethlen erbautes befestigtes Schloss, 5 Kirchen und (1881) 5.307 Einwohner, die Handel und Gewerbe trieben und Tabak anbauten. Fogaras war Sitz eines Bezirksgerichts und hatte ein evangelisches Gymnasium. Bei Fogaras wurde am 12. Juli 1849 Józef Bem von den Russen besiegt. In der Südostecke des Komitats liegt der Engpass Törzburg.

## Landwirtschaft
Es lieferte Roggen, Hafer, Mais, Heidekorn, Tabak und auch Wein.

## Geschichte
Das Komitat entstand durch die Komitatsreform 1876, durch die bisher bestehende Stühle, Komitate und Distrikte aufgehoben und in neue Komitate mit neuen Grenzen aufgeteilt worden waren. Vorher lag im gleichen Gebiet der Distrikt Fogaras (ungarisch Fogaras vidék, rumänisch Țara Făgărașului), der seit dem 15. Jahrhundert bestand. Ende 1918 wurde das Gebiet durch rumänische Truppen besetzt und kam durch den Vertrag von Trianon 1920 zu Rumänien. Dort bestand es als Județul Făgăraș weiter bis 1950. Nach mehreren kommunistischen Gebietsreformen gehört es heute zum Großteil zum Kreis Brașov, der westliche Teil zum Kreis Sibiu.

## Bezirksunterteilung

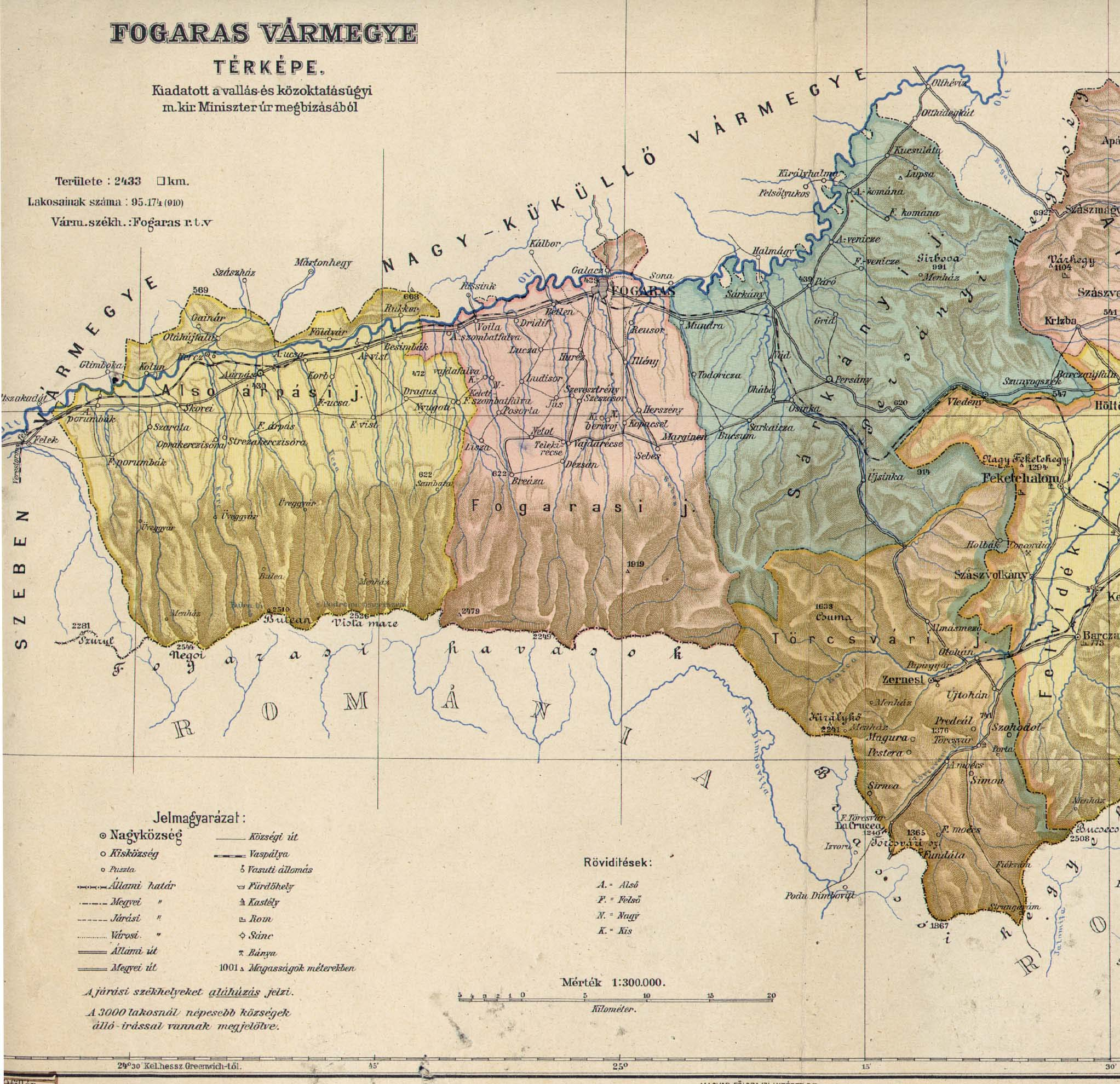
Administrative Karte

Im frühen 20. Jahrhundert bestanden folgende Stuhlbezirke (meist nach dem Namen des Verwaltungssitzes benannt).
| Stuhlbezirke (járások)                | Stuhlbezirke (járások)         |
| Stuhlbezirk                           | Verwaltungssitz                |
| ------------------------------------- | ------------------------------ |
| Alsóárpás                             | Alsóárpás, heute Arpașu de Jos |
| Fogaras                               | Fogaras, heute Făgăraș         |
| Sárkány                               | Sárkány, heute Șercaia         |
| Törcsvár, heute Bran                  | Zernest, heute Zărnești        |
| Stadtbezirk (rendezett tanácsú város) |                                |
| Fogaras, heute Făgăraș                |                                |

Sämtliche Orte liegen im heutigen Rumänien.